# Санджак Эльбасан
Санджак Эльбасан (тур. Elbasan Sancağı, алб. Sanxhaku i Elbasanit, англ. Sanjak of Elbasan) — один из санджаков Османской империи на территории современной Албании. Его столицей был город Эльбасан в Албании.

## Администрирование
Хотя турецкий историк-османист Халил Иналджик объясняет, что санжак Эльбасана был основан сразу же после постройки крепости Эльбасан, на основании записей османского историка Турсун-бея существует вероятность того, что Эльбасан изначально был частью санджака Охрид.
У санджака Эльбасан было три казы: Эльбасан, Грамши и Пекини.
Санджак Эльбасан стал частью вилайета Манастир, когда тот был основан в 1864 году.
Венецианский патриций Марино Биззи, архиепископ Бара (Антивари), заявил в своем докладе, что 17 мая 1591 года санджакбеем саджака Эльбасан был Мехмед-бей.
Во время правления великого визиря Кёпрюлю Фазыл Мустафа-паши (1637—1691) одним из санджакбеев Эльбасана был Хасан-паша. В 1714 году санджабеем санджака Эльбасан был Зейнил-бей. В начале 20-го века санджакбеем Эльбасана был Некиб-эфенди, который был переведен на другую должность в феврале 1904 года.

## История

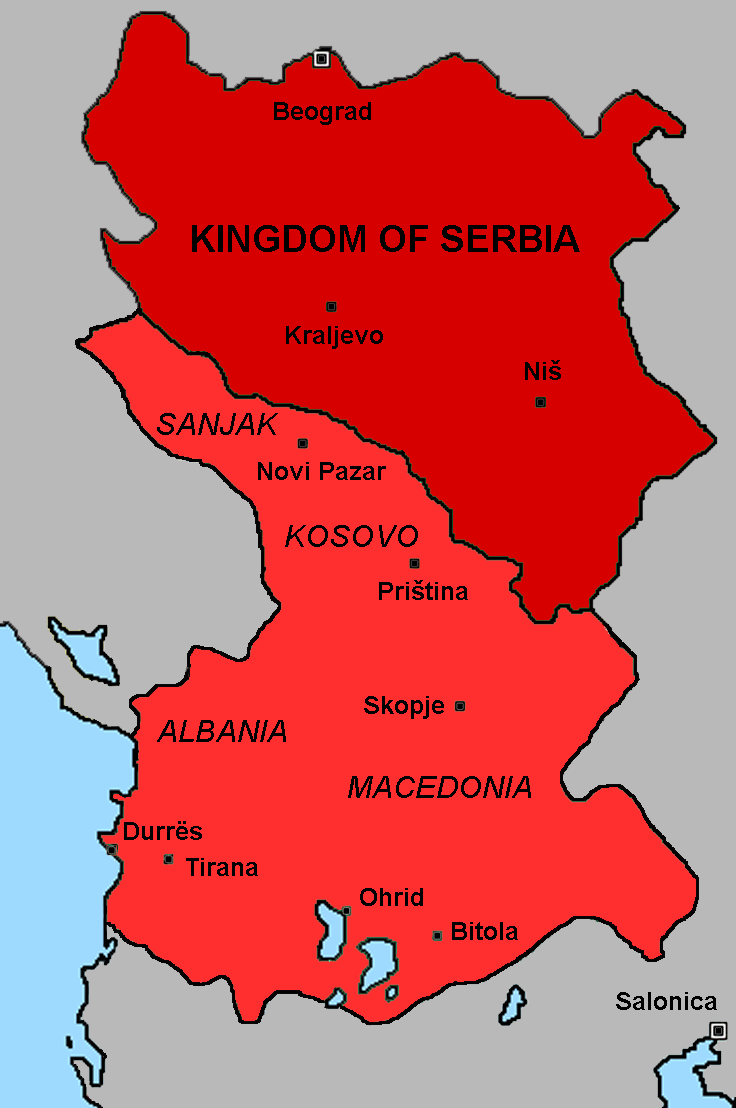
Территориальная экспансия Сербского королевства в 1913 году.

Во время Первой Балканской войны в конце 1912 года санджак Эльбасан вместе с большей частью территории Албании был оккупирован и де-факто аннексирован Королевством Сербия. Санджак Эльбасан был 29 ноября включен в сербскую административную систему как срез (серб. Срез Елбасан) в составе Драчского уезда (серб. Драчки округ), один из четырех срезов (остальные — Драч, Лежа, Тирана). В 1914 году Эльбасан стал частью вновь созданного княжества Албании, созданного на основе мирного договора, подписанного во время Лондонской конференции 1912—1913 годов.

## Демография

### XV век
В 1467 году многие христиане из Скопье, Охрида, Серре и Кастории были насильственно депортированы турками-османами в Эльбасан..

### XVI век
В начале XVI века Санджак Эльбасан имел самую высокую плотность населения среди всех османских санжаков на Балканах — 5,65 человек на квадратный километр (14,6 человек на квадратный километр). В 1520—1535 годах до 94,5 % населения санджака Эльбасан были христианами .

### XVII век
Османский путешественник Эвлия Челеби записал в 1670 году, что в Эльбасане было 18 кварталов с мусульманским населением и 10 кварталов с православным и римско-католическим населением. Он также заявил, что сербам, болгарам и войнукам (османским христианским наемникам) не разрешается селиться в Эльбасане, иначе они будут немедленно убиты по древнему обычаю. На албанском языке говорили все жители, большинство из которых также обладали начальным знанием турецкого языка. Купцы также могли говорить по-гречески и по-итальянски.

### XIX век
По данным русского консула в Манастирском вилайете А. Ростковского, закончившего статистическую статью в 1897 году, общее население санджака составляло 56 105 человек. Албанских мусульман было 51 786, албанских христиан-3 319, а влахов (ароманов) — 1000.

### XX век
В начале XX века было подсчитано, что в Эльбасане, который тогда был резиденцией греческого епископа, проживало 15 000 человек. В регионе между Эльбасаном и Бератом было много деревень, население которых публично объявляло себя мусульманами, но в частном порядке исповедовало христианство.
Албанцы, жившие в Эльбасане, были тосками, и поэтому санджак Эльбасан рассматривался как часть Тоскалика, земли тосков, вместе с санджаками Эргири, Превеза, Берат, Янья, Горице и Манастир. У тосков не было племенного общества, как у гегов.